# Lista de unidades federativas do Brasil por acesso à Internet

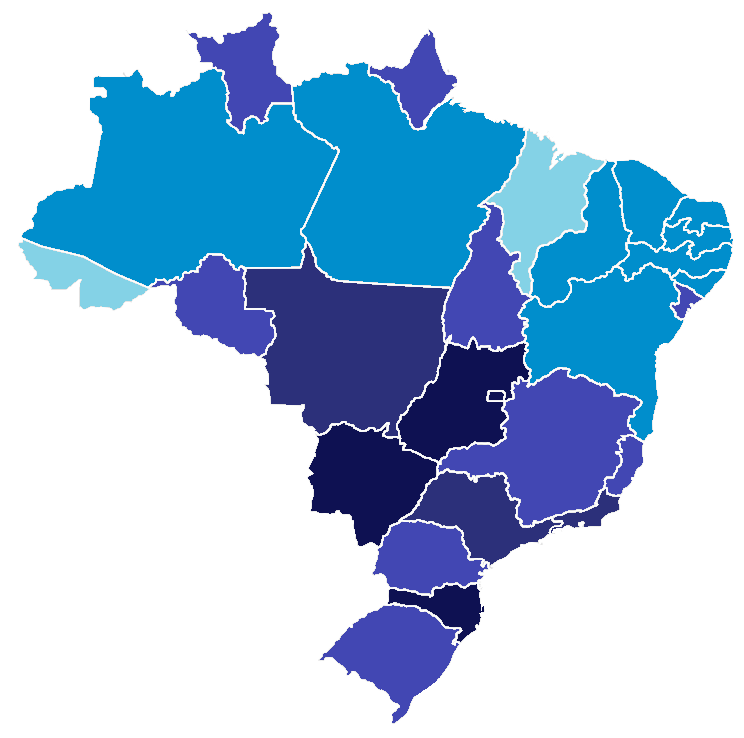
Percentual da população com acesso à Internet em 2023, de acordo com a PNAD-C, IBGE.
> 95%
93% – 94%
90% – 92%
87% – 89%
< 87%

Esta é a lista das unidades federativas do Brasil pelo percentual de acesso à Internet no domicílio, referente ao ano de 2023, de acordo com dados do módulo de Tecnologia de Informação e Comunicação (TIC) da Pesquisa Nacional por Amostra de Domicílios Contínua - PNAD-C, do Instituto Brasileiro de Geografia e Estatística - IBGE.
Entre 2005, o número da população em domicílios conectados à internet era de 7,2 milhões de pessoas, ou 13,6% da população. Em 2010, houve um salto para 67,9 milhões de pessoas acima de 10 anos com acesso, cerca de 41,7% da população brasileira. Passados dez anos, 39,3 milhões de pessoas, ou 57,8% da população em 2015 estavam conectados com à internet. Em 2020 o país chegou a 152 milhões de usuário, ou 81% da população tinha Internet em casa, de acordo com o Comitê Gestor da Internet do Brasil, foram 84,1 milhões de usuários a mais em uma década, em relação a 2010.
A Internet foi acessada por 164,5 milhões de brasileiros com mais de 10 anos de idade, em 2023, em 72,5 milhões de domicílios, equivalente a 92,5% da população, um acréscimo de 12,5 milhões a mais de internautas em três anos. Nas áreas urbanas, o percentual é de 94,1% e nas áreas rurais 81,0%. Por tipo de banda larga, os domicílios que usavam banda larga fixa era 86,9%, enquanto a banda larga móvel 83,3%.
Segundo a PNAD-C, no ano de 2023 a unidade federativa com o maior percentual de acesso à Internet foi o Distrito Federal com 97,4%, seguido de Mato Grosso do Sul (95,4%). O estado do Acre teve o menor percentual (84,5%), embora alto, seguido de Maranhão (86,6%). 

## Lista de unidades federativas do Brasil por acesso à Internet em 2023
| Posição | Unidade Federativa  | Acesso à Internet 2023 (%) |
| ------- | ------------------- | -------------------------- |
| 1       | Distrito Federal    | 97,4%                      |
| 2       | Mato Grosso do Sul  | 95,4%                      |
| 3       | Santa Catarina      | 95,3%                      |
| 4       | Goiás               | 95,1%                      |
| 5       | São Paulo           | 94,9%                      |
| 6       | Mato Grosso         | 94,1%                      |
| 7       | Rio de Janeiro      | 94,0%                      |
| 8       | Rondônia            | 93,9%                      |
| 9       | Amapá               | 93,6%                      |
| 10      | Roraima             | 93,6%                      |
| 11      | Rio Grande do Sul   | 93,1%                      |
| 12      | Minas Gerais        | 92,8%                      |
| 13      | Paraná              | 92,8%                      |
| 14      | Espírito Santo      | 92,7%                      |
| -       | Brasil              | 92,5%                      |
| 15      | Tocantins           | 91,5%                      |
| 16      | Sergipe             | 91,4%                      |
| 17      | Rio Grande do Norte | 90,3%                      |
| 18      | Pará                | 90,2%                      |
| 19      | Paraíba             | 90,0%                      |
| 20      | Ceará               | 89,4%                      |
| 21      | Alagoas             | 89,3%                      |
| 22      | Bahia               | 89,3%                      |
| 23      | Piauí               | 88,9%                      |
| 24      | Pernambuco          | 88,8%                      |
| 25      | Amazonas            | 88,6%                      |
| 26      | Maranhão            | 86,6%                      |
| 27      | Acre                | 84,5%                      |

## Acesso à Internet por grandes regiões do Brasil
| Posiç. | Regiões      | Acesso à Internet 2023 (%) |
| ------ | ------------ | -------------------------- |
| 1      | Centro-Oeste | 95,4%                      |
| 2      | Sudeste      | 94,1%                      |
| 3      | Sul          | 93,5%                      |
| 4      | Norte        | 90,4%                      |
| 5      | Nordeste     | 89,1%                      |

## Histórico de acesso à Internet, 2005-2020
Lista da evolução histórica do percentual de acesso à internet da população em domicílio a cada cinco anos.
| Posição | Unidade Federativa  | 2000 (%) | 2005 (%) | 2010 (%) | 2015 (%) | 2020 (%) |
| ------- | ------------------- | -------- | -------- | -------- | -------- | -------- |
| 1       | Distrito Federal    | 12,4%    | 28,7%    | 53,6%    | 67,1%    | 95,0%    |
| 2       | São Paulo           | 11,0%    | 23,5%    | 42,2%    | 59,3%    | 91,0%    |
| 3       | Santa Catarina      | 8,9%     | 20,9%    | 38,7%    | 56,4%    | 88,4%    |
| 4       | Rio de Janeiro      | 9,5%     | 20,0%    | 39,1%    | 52,9%    | 88,2%    |
| 5       | Mato Grosso do Sul  | 6,0%     | 11,2%    | 26,2%    | 42,7%    | 88,1%    |
| 6       | Espírito Santo      | 7,7%     | 14,5%    | 31,0%    | 44,8%    | 86,3%    |
| 7       | Mato Grosso         | 4,7%     | 8,7%     | 24,3%    | 35,4%    | 86,1%    |
| 8       | Paraná              | 7,8%     | 18,0%    | 34,5%    | 51,1%    | 86,0%    |
| 9       | Rio Grande do Sul   | 8,0%     | 15,1%    | 32,9%    | 49,8%    | 86,0%    |
| 10      | Goiás               | 4,5%     | 8,4%     | 23,4/%   | 41,8%    | 85,3%    |
| 11      | Rondônia            | 2,6%     | 4,9%     | 22,2%    | 30,5%    | 84,8%    |
| 12      | Minas Gerais        | 6,2%     | 11,6%    | 28,6%    | 44,9%    | 84,4%    |
| 13      | Amapá               | 3,7%     | 6,9%     | 11,0%    | 24,6%    | 84,2%    |
| -       | Brasil              | 5,0%     | 13,4%    | 28,0%    | 57,8%    | 84,0%    |
| 14      | Sergipe             | 3,3%     | 6,2%     | 18,2%    | 26,1%    | 81,7%    |
| 15      | Roraima             | 2,5%     | 4,7%     | 15,0%    | 28,3%    | 80,1%    |
| 16      | Rio Grande do Norte | 3,8%     | 7,1%     | 15,0%    | 35,6%    | 79,8%    |
| 17      | Amazonas            | 3,0%     | 4,6%     | 12,0%    | 21,5%    | 78,7%    |
| 18      | Paraíba             | 3,5%     | 6,7%     | 15,2%    | 35,2%    | 78,3%    |
| 19      | Bahia               | 3,0%     | 5,6%     | 17,0%    | 30,4%    | 77,3%    |
| 20      | Pernambuco          | 3,3,%    | 6,3%     | 15,4%    | 32,5%    | 76,5%    |
| 21      | Tocantins           | 2,5%     | 4,6%     | 14,0%    | 25,0%    | 76,5%    |
| 22      | Ceará               | 2,4%     | 4,5%     | 12,6%    | 25,3%    | 76,1%    |
| 23      | Alagoas             | 2,1%     | 4,0%     | 12,5%    | 24,9%    | 74,7%    |
| 24      | Pará                | 1,8%     | 3,4%     | 9,6%     | 15,8%    | 74,4%    |
| 25      | Acre                | 2,8%     | 5,4%     | 19,9%    | 19,3%    | 72,1%    |
| 26      | Piauí               | 2,1%     | 4,2%     | 11,0%    | 18,6%    | 68,8%    |
| 27      | Maranhão            | 1,0%     | 1,7%     | 8,5%     | 14,0%    | 68,7%    |

## Nota
Os dados da tabela histórica teve como base a Pesquisa Nacional por Amostra de Domicílios - PNAD, dos domicílios e moradores em domicílios com existência de microcomputador com acesso à Internet, no recorte anual de 2015, 2010 com dados de 2009 e 2005; para os anos de 2000 foi utilizado análise de projeção geométrica com taxa de crescimento anual constante, baseadas nos anos de 2003-2004.